# Johan Absalonsen
Johan Hindsgaul Absalonsen (ur. 16 września 1985 w Flemløse) – piłkarz duński grający na pozycji ofensywnego pomocnika.

## Kariera klubowa
Karierę piłkarską Absalonsen rozpoczął w klubie Boldklubben 1913. W 2002 zadebiutował w jego barwach w 1. Division. W 2003 roku odszedł z B 1913 do Brøndby IF, grającego w Superligaen. W niej zadebiutował 14 marca 2004 w przegranym 1:6 domowym spotkaniu z Esbjergiem. Swojego pierwszego gola w lidze duńskiej strzelił 9 maja 2004 w meczu z Odense Boldklub (1:1). W 2005 wywalczył z Brøndby mistrzostwo Danii oraz zdobył Puchar Danii.
Latem 2006 odszedł z Brøndby do Odense Boldklub. W nowym klubie po raz pierwszy wystąpił 2 sierpnia 2006 w zwycięskim 3:1 wyjazdowym meczu z Vejle BK. W 2007 roku zdobył z Odense swój drugi w karierze Puchar Danii.
Na początku 2011 przeszedł z Odense do FC København. Zimą 2012 został wypożyczony do AC Horsens na okres pół roku, z kolei latem przeszedł do SønderjyskE Fodbold. W 2017 został piłkarzem Adelaide United FC. W A-League pierwszy mecz rozegrał 8 października 2017 z Wellington Phoenix FC (1:1). W tym spotkaniu zdobył również pierwszą bramkę w lidze australijskiej. W 2018 powrócił do SønderjyskE. W 2020 zdobył Puchar Danii. Na początku 2021 odszedł z klubu i ogłosił zakończenie kariery piłkarskiej.
| Sezon   | Klub                | Kraj      | Rozgrywki   | Mecze | Bramki |
| ------- | ------------------- | --------- | ----------- | ----- | ------ |
| 2002/03 | B 1913              | Dania     | 1. Division | 2     | 0      |
| 2003/04 | Brøndby IF          | Dania     | Superligaen | 9     | 1      |
| 2004/05 | Brøndby IF          | Dania     | Superligaen | 14    | 4      |
| 2005/06 | Brøndby IF          | Dania     | Superligaen | 18    | 1      |
| 2006/07 | Brøndby IF          | Dania     | Superligaen | 3     | 0      |
| 2006/07 | Odense BK           | Dania     | Superligaen | 28    | 4      |
| 2007/08 | Odense BK           | Dania     | Superligaen | 25    | 5      |
| 2008/09 | Odense BK           | Dania     | Superligaen | 30    | 5      |
| 2009/10 | Odense BK           | Dania     | Superligaen | 26    | 3      |
| 2010/11 | Odense BK           | Dania     | Superligaen | 13    | 1      |
| 2010/11 | FC København        | Dania     | Superligaen | 3     | 0      |
| 2011/12 | FC København        | Dania     | Superligaen | 6     | 0      |
| 2011/12 | AC Horsens (wyp.)   | Dania     | Superligaen | 9     | 1      |
| 2012/13 | SønderjyskE Fodbold | Dania     | Superligaen | 21    | 5      |
| 2013/14 | SønderjyskE Fodbold | Dania     | Superligaen | 21    | 1      |
| 2014/15 | SønderjyskE Fodbold | Dania     | Superligaen | 25    | 2      |
| 2015/16 | SønderjyskE Fodbold | Dania     | Superligaen | 31    | 12     |
| 2016/17 | SønderjyskE Fodbold | Dania     | Superligaen | 27    | 7      |
| 2017/18 | Adelaide United     | Australia | A-League    | 12    | 6      |
| 2018/19 | SønderjyskE Fodbold | Dania     | Superligaen | 25    | 5      |
| 2019/20 | SønderjyskE Fodbold | Dania     | Superligaen | 23    | 3      |
| 2020/21 | SønderjyskE Fodbold | Dania     | Superligaen | 5     | 1      |

Stan na 1 stycznia 2021

## Kariera reprezentacyjna
W reprezentacji Danii Absalonsen zadebiutował 14 listopada 2009 w zremisowanym 0:0 towarzyskim meczu z Koreą Południową. 4 dni później w sparingu ze Stanami Zjednoczonymi (3:1) strzelił swojego pierwszego gola w kadrze narodowej.
W swojej karierze grał również w młodzieżowych reprezentacjach Danii, w różnych kategoriach wiekowych. Z kadrą U-17 wystąpił w 2002 na Mistrzostwach Europy U-17. Z kolei w 2006 zagrał z reprezentacją U-21 na Mistrzostwach Europy U-21.
| Mecze i gole w reprezentacji | Mecze i gole w reprezentacji | Mecze i gole w reprezentacji | Mecze i gole w reprezentacji | Mecze i gole w reprezentacji | Mecze i gole w reprezentacji | Mecze i gole w reprezentacji |
| #                            | Data                         | Stadion                      | Rywal                        | Wynik                        | Gol                          | Rozgrywki                    |
| 2009                         | 2009                         | 2009                         | 2009                         | 2009                         | 2009                         | 2009                         |
| ---------------------------- | ---------------------------- | ---------------------------- | ---------------------------- | ---------------------------- | ---------------------------- | ---------------------------- |
| 1.                           | 14.11.2009                   | Esbjerg, Dania               | Korea Południowa             | 0:0                          | 0                            | towarzyski                   |
| 2.                           | 18.11.2009                   | Aarhus, Dania                | Stany Zjednoczone            | 3:1                          | 1                            | towarzyski                   |